# Armenia ai Giochi della XXVIII Olimpiade
L'Armenia partecipò ai Giochi della XXVIII Olimpiade, svoltisi ad Atene, Grecia, dal 13 al 29 agosto 2004, con una delegazione di 18 atleti impegnati in otto discipline.

## Delegazione
| Sport             | Uomini | Donne | Totale |
| ----------------- | ------ | ----- | ------ |
| Atletica leggera  | 1      | 1     | 2      |
| Judo              | 1      | -     | 1      |
| Lotta             | 7      | -     | 7      |
| Nuoto             | -      | 1     | 1      |
| Pugilato          | 1      | -     | 1      |
| Sollevamento pesi | 4      | -     | 4      |
| Tennis            | 1      | -     | 1      |
| Tiro              | 1      | -     | 1      |
| Totale            | 16     | 2     | 18     |

## Risultati

### Atletica leggera
| Q | Qualificato al turno successivo per la posizione in qualificazione                                                           |
| q | Qualificato per il turno successivo per ripescaggio o, negli eventi su campo, conquistando la misura minima per qualificarsi |

Maschile
Eventi sul campo
| Armen Martirosyan | Salto triplo | 15,05 | 43º | non qualificato | non qualificato | non qualificato | non qualificato |

Femminile
Eventi su pista e strada
| Atleta          | Evento      | Batteria  | Batteria  | Quarti di finale | Quarti di finale | Semifinale      | Semifinale      | Finale          | Finale          |
| Atleta          | Evento      | Risultato | Risultato | Classifica       | Risultato        | Classifica      | Risultato       | Classifica      |                 |
| --------------- | ----------- | --------- | --------- | ---------------- | ---------------- | --------------- | --------------- | --------------- | --------------- |
| Marinē Ġazaryan | 100 m piani | 12"29     | 6ª        | non qualificata  | non qualificata  | non qualificata | non qualificata | non qualificata | non qualificata |

### Judo
Maschile
| Atleta         | Evento | Preliminari          | 16-esimi              | Ottavi                        | Quarti               | Semifinali           | Ripescaggio                | Finale               | Pos.            |
| Atleta         | Evento | Avversario Punteggio | Avversario Punteggio  | Avversario Punteggio          | Avversario Punteggio | Avversario Punteggio | Avversario Punteggio       | Avversario Punteggio | Pos.            |
| -------------- | ------ | -------------------- | --------------------- | ----------------------------- | -------------------- | -------------------- | -------------------------- | -------------------- | --------------- |
| Armen Nazaryan | 60 kg  | N.D.                 | Lee (BRA) V 0101–0001 | Akhondzadeh (IRI) P 0001–0010 | non qualificato      | non qualificato      | Cameroun (CMR) P 0000–1000 | non qualificato      | non qualificato |

### Lotta

#### Libera
Maschile
| Atleta              | Evento | Fase a gironi            | Fase a gironi          | Fase a gironi           | Fase a gironi | Quarti di finale     | Semifinale           | Finale / FB          | Finale / FB |
| Atleta              | Evento | Avversario Risultato     | Avversario Risultato   | Avversario Risultato    | Pos.          | Avversario Risultato | Avversario Risultato | Avversario Risultato | Pos.        |
| ------------------- | ------ | ------------------------ | ---------------------- | ----------------------- | ------------- | -------------------- | -------------------- | -------------------- | ----------- |
| Martin Berberyan    | −55 kg | Doğan (TUR) V 3–1 PP     | O Sn (PRK) P 1–3 PP    | Kardanov (GRE) P 1–3 PP | 3º            | non qualificato      | non qualificato      | non qualificato      | 11º         |
| Žirayr Hovhannisyan | −66 kg | Taskoudīs (GRE) V 3–1 PP | Kumar (IND) P 1–3 PP   | N.D.                    | 2º            | non qualificato      | non qualificato      | non qualificato      | 11º         |
| Arayik Geworgyan    | −74 kg | Ackerman (GBR) V 4–0 ST  | Laliyev (KAZ) P 0–5 TO | N.D.                    | 2º            | non qualificato      | non qualificato      | non qualificato      | 8º          |
| Mamed Agaev         | −84 kg | Danko (UKR) P 0–5 PA     | Yavaşer (TUR) P 0–5 PA | N.D.                    | 3º            | non qualificato      | non qualificato      | non qualificato      | 22º         |

#### Greco-romana
| Atleta           | Evento  | Fase a gironi              | Fase a gironi             | Fase a gironi | Fase a gironi        | Quarti di finale     | Semifinale           | Finale / FB | Finale / FB |
| Atleta           | Evento  | Avversario Risultato       | Avversario Risultato      | Pos.          | Avversario Risultato | Avversario Risultato | Avversario Risultato | Pos.        |             |
| ---------------- | ------- | -------------------------- | ------------------------- | ------------- | -------------------- | -------------------- | -------------------- | ----------- | ----------- |
| Vaġinak Galstyan | −66 kg  | Semënov (RUS) V 3–1 PP     | Samuelsson (SWE) P 1–3 PP | 3º            | non qualificato      | non qualificato      | non qualificato      | 8º          |             |
| Lewon Geġamyan   | −84 kg  | Makaranka (BLR) P 0–3 PO   | Minguzzi (ITA) V 4–0 ST   | 2º            | non qualificato      | non qualificato      | non qualificato      | 8º          |             |
| Haykaz Galstyan  | −120 kg | Szczepaniak (FRA) P 1–3 PP | Barreno (VEN) V 3–1 PP    | 2º            | non qualificato      | non qualificato      | non qualificato      | 9º          |             |

### Nuoto
Femminile
| Atleta             | Evento     | Batteria  | Batteria   | Semifinale      | Semifinale      | Finale          | Finale          |
| Atleta             | Evento     | Risultato | Classifica | Risultato       | Classifica      | Risultato       | Classifica      |
| ------------------ | ---------- | --------- | ---------- | --------------- | --------------- | --------------- | --------------- |
| Vardowhi Avētisyan | 100 m rana | 1'18"87   | 42ª        | non qualificata | non qualificata | non qualificata | non qualificata |

### Pugilato
Maschile
| Atleta              | Evento             | 16-esimi             | Ottavi               | Quarti               | Semifinali           | Finale               | Pos.            |
| Atleta              | Evento             | Avversario Punteggio | Avversario Punteggio | Avversario Punteggio | Avversario Punteggio | Avversario Punteggio | Pos.            |
| ------------------- | ------------------ | -------------------- | -------------------- | -------------------- | -------------------- | -------------------- | --------------- |
| Alek’san Nalbandyan | Pesi mosca leggeri | Asloum (FRA) V 27–20 | Ali (IRI) V 24–11    | Zou Sm (CHN) P 12–20 | non qualificato      | non qualificato      | non qualificato |

### Sollevamento pesi
| Atleta                    | Evento           | Strappo   | Strappo | Slancio   | Slancio | Totale | Classifica |
| Atleta                    | Evento           | Risultato | Class.  | Risultato | Class.  | Totale | Classifica |
| ------------------------- | ---------------- | --------- | ------- | --------- | ------- | ------ | ---------- |
| Armen Ġazaryan            | −62 kg maschile  | 135       | 5       | 160       | =4º     | 295    | 4º         |
| Geworg Alek’sanyan        | −77 kg maschile  | 162,5     | 5º      | 190       | r       | 162,5  | r          |
| Tigran Vardan Martirosyan | −85 kg maschile  | 167,5     | =6º     | 200       | =5º     | 367,5  | 7º         |
| Ašot Danielyan            | +105 kg maschile | 200       | r       | —         | —       | —      | r          |

### Tennis
Maschile
| Atleta          | Evento             | 32-esimi                    | 16-esimi             | Ottavi               | Quarti               | Semifinali           | Finale               | Pos.            |
| Atleta          | Evento             | Avversario Punteggio        | Avversario Punteggio | Avversario Punteggio | Avversario Punteggio | Avversario Punteggio | Avversario Punteggio | Pos.            |
| --------------- | ------------------ | --------------------------- | -------------------- | -------------------- | -------------------- | -------------------- | -------------------- | --------------- |
| Sargis Sargsian | Singolare maschile | Ljubičić (CRO) P (6–3, 6–2) | non qualificato      | non qualificato      | non qualificato      | non qualificato      | non qualificato      | non qualificato |

### Tiro a segno/volo
Maschile
| Atleta           | Evento                      | Qualificazioni | Qualificazioni | Finale | Finale     |
| Atleta           | Evento                      | Punti          | Classifica     | Punti  | Classifica |
| ---------------- | --------------------------- | -------------- | -------------- | ------ | ---------- |
| Norayr Baxtamyan | Pistola 50 m                | 564            | 4º Q           | 654.8  | 4º         |
| Norayr Baxtamyan | Pistola 10 m aria compressa | 582            | 6º Q           | 681.9  | 7º         |